# A TriMet vasúti járművei

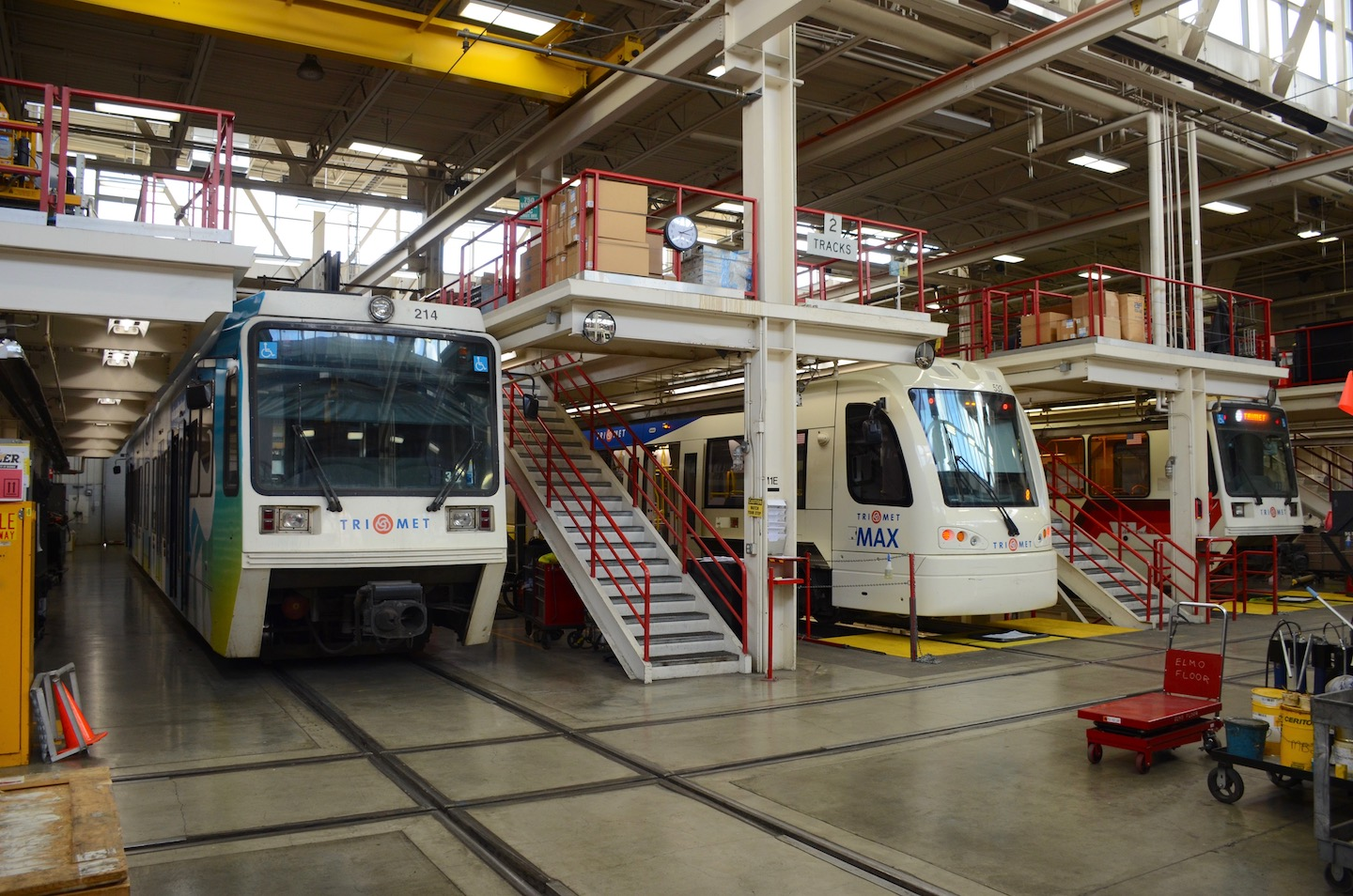
Elmonica járműtelep

A portlandi agglomeráció tömegközlekedését szervező TriMet kettő vasúthálózatot üzemeltet: a Metropolitan Area Express (MAX) vasútvillamost és a Westside Express Service (WES) helyiérdekű vasutat. A MAX-nek 145, a WES-nek 8 járműve van.

## Vasútvillamos
| Jelölés | Pályaszám-csoport | Gyártó     | Típus | Üzembe helyezés éve | Ülőhelyek száma/ teljes kapacitás | Darabszám | Kép |
| ------- | ----------------- | ---------- | ----- | ------------------- | --------------------------------- | --------- | --- |
| Type 1  | 101–126           | Bombardier | –     | 1986                | 76/166                            | 26        |     |
| Type 2  | 201–252           | Siemens    | SD660 | 1997                | 64/166                            | 52        |     |
| Type 3  | 301–327           | Siemens    | SD660 | 2003                | 64/166                            | 27        |     |
| Type 4  | 401–422           | Siemens    | S70   | 2009                | 68/172                            | 22        |     |
| Type 5  | 521–538           | Siemens    | S700  | 2015                | 72/186                            | 18        |     |
| Type 6  | 601–630           | Siemens    | S700  | 2023                | ?/168                             | 30        |     |

Megjegyzések:
- A Type 2 kocsikban korábban 72 ülőhely volt, de nyolc ülés kiszerelésével helyet alakítottak ki négy kerékpárnak[7]
- A férőhelyadatok 4 fő/m2-re értendők; csúcsidőben 6–8 fő/m2 a jellemző.[8]

### Type 1

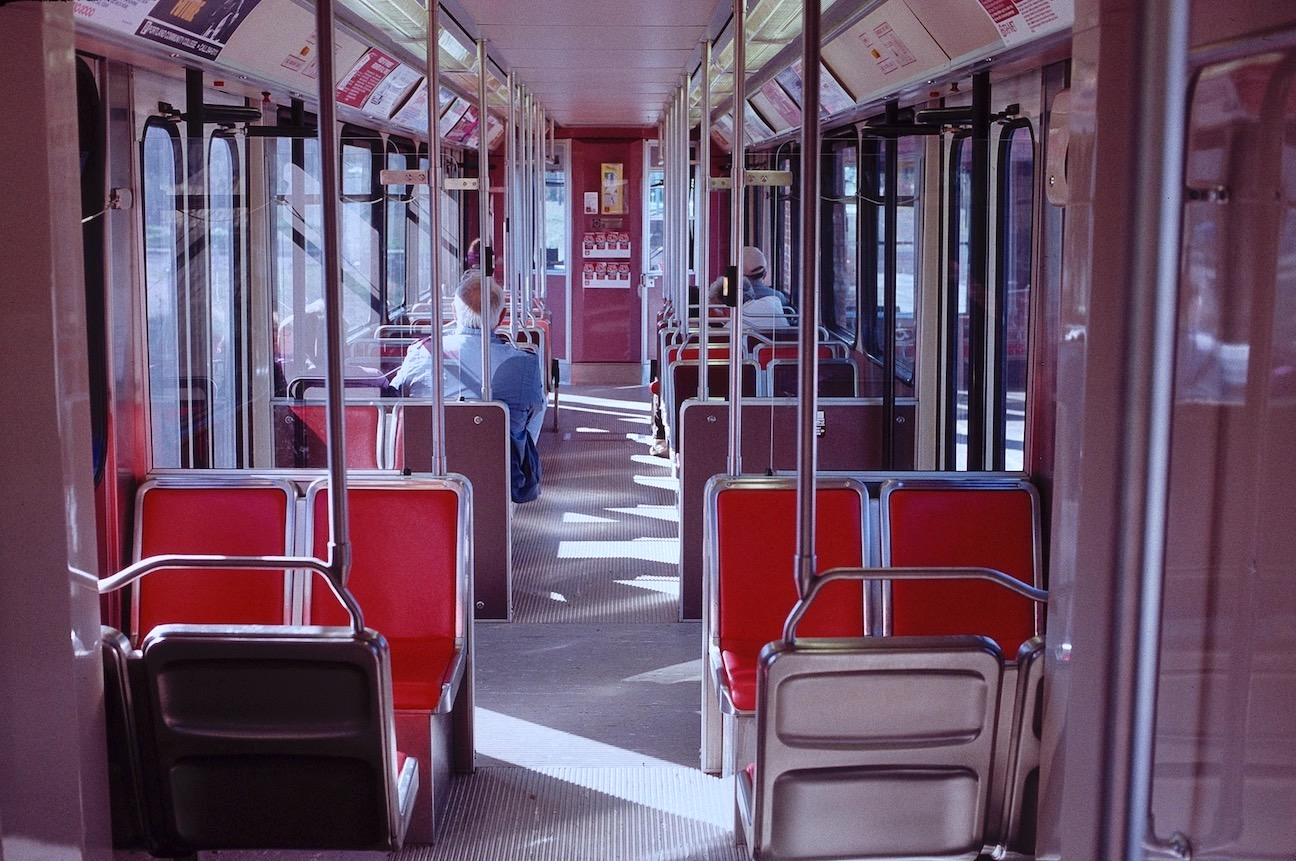
Type 1 kocsi beltere 1987-ben, még meglévő leszállásjelző zsineggel

A magas padlószintű Type 1 kocsikat a Bombardier és a La Brugeoise et Nivelles (BN) konzorciuma gyártotta; a TriMet a Budd Companytől vásárolt volna vonatokat, de a gyártó az utolsó pillanatban visszalépett. 1983 augusztusában további hét darab kocsit vettek volna, de a megszorítások miatt novemberben szándékuktól elálltak. A Type 1 járművek a Rio de Janeiróban használt, a BN által tervezett, de a brazil Cobrasma által gyártott kocsikra hasonlítanak. A villamos berendezéseket a Brown, Boveri & Cie szállította; a kocsiszekrényeket Québecben építették, de a további gyártás és szerelés nyolcvan százaléka a Vermont állambeli Barre-ban történt. Az első jármű 1983-ban készült el, és 1984-ben érkezett Portlandbe. A Type 1-es kocsik nem képesek az energia-visszatáplálásra, de a későbbi típusok már igen.
A kocsikban eredetileg nem volt klíma, de az 1997–1998-as felújításkor mindegyikbe szereltek. A leszállási szándékot az amerikai buszokon megszokott zsineg meghúzásával lehetett jelezni, de 1994-ben, a feltételes megállási rend felszámolásakor ezeket leszerelték; azóta a szerelvények minden állomáson és megállóhelyen megállnak. A szerelőnyílások korábban nyitottak voltak, de 1995-ben a zajcsökkentés érdekében ezeket szoknyalemezekkel takarták el. A cég szerint minden későbbi típus esetén ez lesz a gyakorlat.
2016-ig a Type 1-es kocsik kézzel tekerhető, célfilmes viszonylatjelzőkkel rendelkeztek. Az időigényes kezelés miatt a táblákat csak a szerelvények két végén állították be; a csatlás felől üresek voltak, oldalt pedig csak a színkód látszott, a célállomás nem. 2014 októbere és 2016 szeptembere között minden célfilmes viszonylatjelzőt LED-es kijelzőre cseréltek.
2003-tól esztétikai felújításokat végeztek a járműveken: a kocsiszekrényt újraszínezték, az ablaküvegeket kicserélték, és minimális mértékben a belteret is átalakították; a munkálatok során gépészeti javításokra nem került sor. Mivel a felújításokat a TriMet munkatársai végezték, azok a vártnál lassabban haladtak: egyszerre csak kettő kocsin tudtak dolgozni, és mindegyik kettő év alatt készült el. 2018-ra a 26 kocsiból 23 felújításával végeztek, de mivel a járművek hamarosan elérték tervezett élettartamuk végét, a programot leállították. Az utolsó felújított kocsi (112) 2018 áprilisában állt újra forgalomba. A munkálatokat a 102-es, 103-as és 116-os kocsikon nem végezték el.
2018 februárjában bejelentették, hogy a Type 1-es kocsikat leállítják. Kiváltásukra 2019 júliusában a Siemenstől 26 járművet (Type 6) rendeltek.

### Type 2
A Westside MAX 1997-es részleges megnyitásával bemutatták Észak-Amerika első alacsony padlós vasútvillamos-típusát, a Siemens SD660-at (korábban SD600, de 1998-ban átszámozták). A járművek padlószintje közel egybeesik a peronokéval; a szintkülönbséget a kinyíló hídlemez hidalja át. A járművek beltere szellősebb, valamint digitális viszonylatjelzőkkel és légkondicionálóval rendelkeznek. Az alacsony padlós járművek forgalomba állításával a megállók időigényes kerekesszékes emelőit leszerelték, azóta a Type 1 járművek csak alacsony padlós kocsival párosítva közlekednek. A Type 2 kocsik a Type 1 és Type 3 járművekkel is csatolhatóak.
Az első járművet a gyártó 1996-ban szállította és 1997. augusztus 31-én állt forgalomba. A 39 darabos rendelés később 52 darabosra bővült. A későbbi modellek egy részébe a küszöbökhöz utasszámlálókat telepítettek.
2001–2002-ben nyolc ülést eltávolítottak, hogy helyükön helyet alakítsanak ki négy kerékpárnak. A később szállított járművek már kerékpárrögzítő kampókkal érkeztek. 2014–2016-ban ezen kocsikat is LED-es viszonylatjelzőkkel szerelték fel.

### Type 3

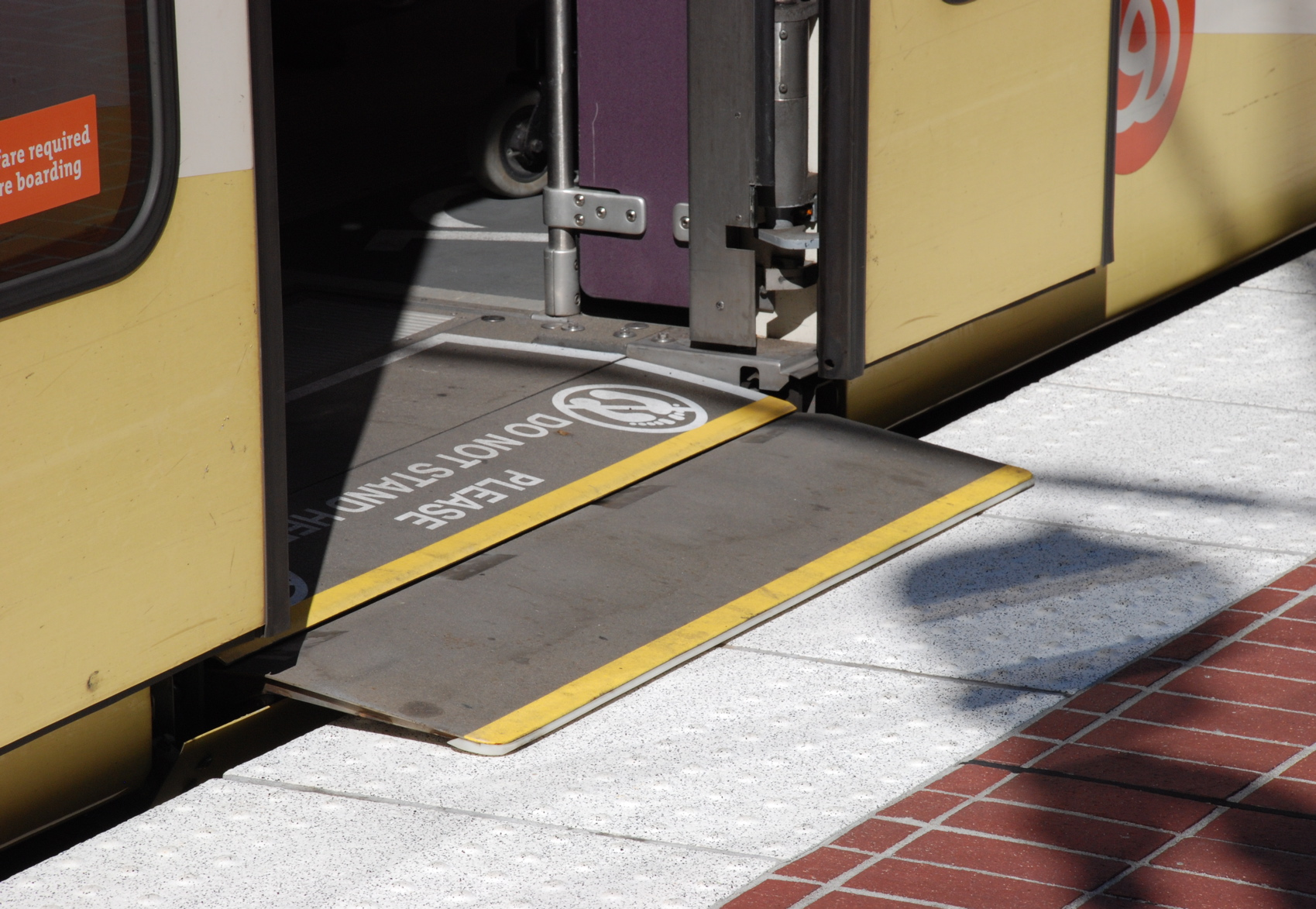
Type 3 kocsi nyitott rámpája

A sárga vonal 2004. májusi megnyitására vásárolt Type 3-as kocsikat 2003 februárjától szállították és az év szeptemberében álltak forgalomba. Ezekben javították a klímát, kényelmesebb üléseket szereltek be és az ajtók fölé fényelektromos utasszámlálókat telepítettek. A kocsik a TriMet 2002-től érvényes színtervét viselik.

### Type 4

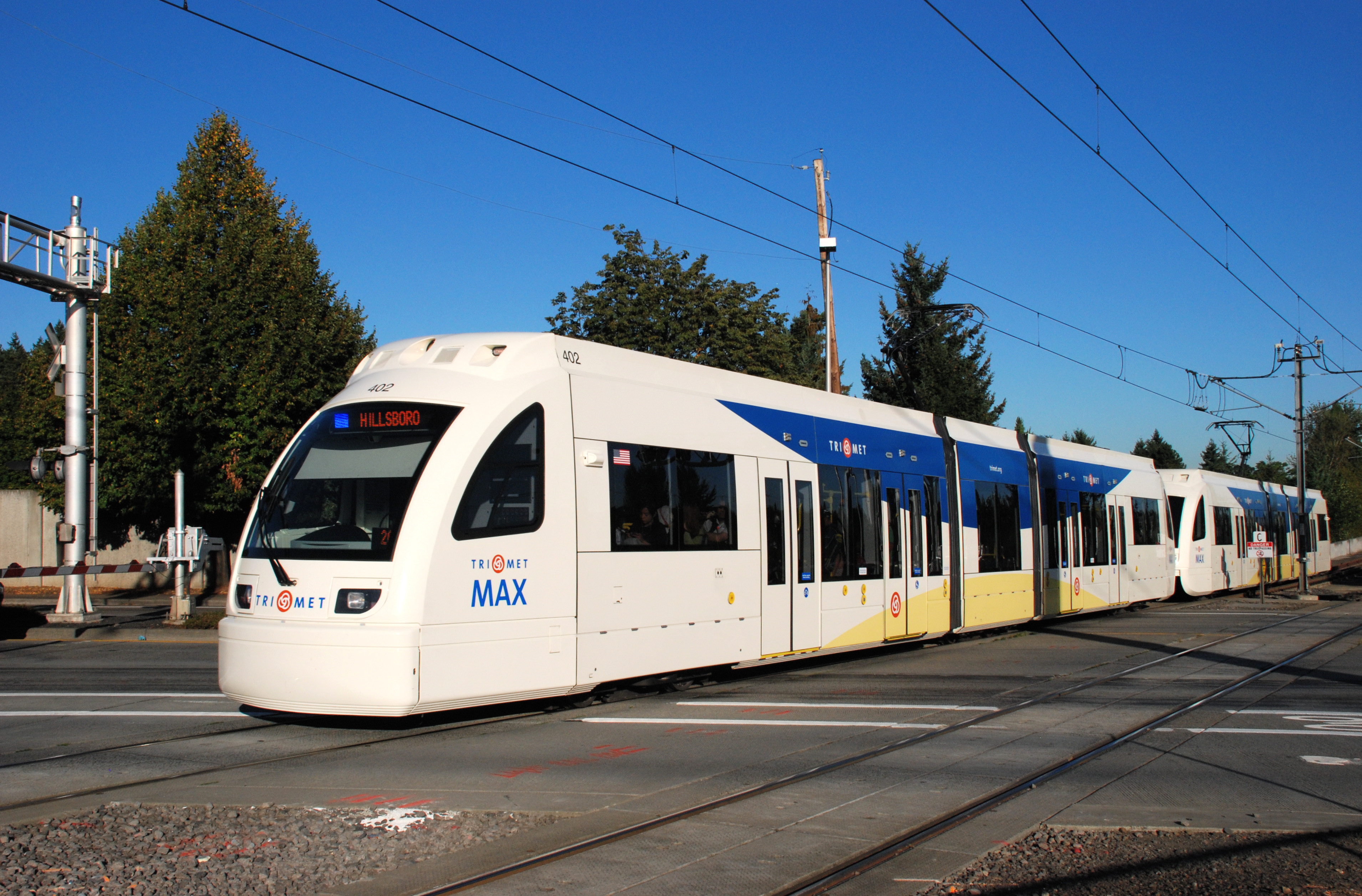
Csatolt üzemű Type 4 kocsik a kék vonalon

Az I-205 szakaszhoz és a Portland Transit Mallhoz vásárolt huszonkét darab Siemens S70 kocsi 2009 augusztusában állt forgalomba. Az előző típusokhoz képest áramvonalasabbak és könnyebbek, ezáltal energiatakarékosabbak; emellett az ülőhelyek száma is magasabb. Mivel csak „A” végükön található vezetőállás (a „B” végen ülések vannak), kizárólag párban, egy másik Type 4-es vagy 5-ös kocsival csatolva tudnak közlekedni. Hosszuk 28,96 méter, ezzel a korábbi típusoknál (28,04 méter) egy méterrel hosszabbak.
A Type 4 járművek LED-es kijelzőkkel érkeztek; a korábbi típusok 105 járművén 2014 októbere és 2016 szeptembere között a célfilmes viszonylatjelzőket LED-es kijelzőkre cserélték. A célfilmes táblákon a célállomás a vonal színével megegyező háttér előtt jelent meg. A LED-es kijelzők képesek a színek megjelenítésére; a célállomás szövege borostyánszínű.

### Type 5
A Type 5 járműveket a Portland–Milwaukie szakaszhoz (narancssárga vonal) vásárolták, de minden vonalon előfordulnak. A Type 4-es kocsikhoz képest szellősebb lett a beltér, valamint javították a klímát és a rámpákat. A 2012 áprilisában rendelt járművek 2014 szeptemberétől érkeztek a TriMethez. 2015. április 27-e és 2015 szeptembere között kezdtek közlekedni; a narancssárga vonal megnyitásáig kettő kivételével mindegyik forgalomba állt. Pályaszámuk 501 és 538 közé esik (gyártásuk idején az 511–514 pályaszámcsoportba a nosztalgiavillamosok tartoztak). 2020-ban a Siemens a járművek típusjelzését S700-ra számozta át.

### Type 6
2019-ben a Type 1 kocsik kiváltására 26 darab Siemens S700-at rendeltek; ezek az S70-től az átalakított középső modulban térnek el. Az opciós szerződéssel a Southwest Corridor szakasz megépültével további járművek lehívására nyílik lehetőség; 2021 júniusában a mennyiséget harminc darabra módosították. A Type 5 kocsikhoz képest újdonság, hogy a Type 6-nak mindkét végén található vezetőállás, emellett a buszoknál 2019-ben bevezetett kék-narancs színezést viselik. A 26 jármű szállítása 2023 közepére várható. Az első kocsi 2022 decemberében érkezett a Ruby Junction járműtelepre; a próbaüzem a második jármű szállításakor kezdődik.

### Jégtörő áramszedők
A 2004. januári, a teljes hálózatot másfél napra lebénító havazást követően egyes Type 1 kocsikat jégtörő áramszedőkkel szereltek fel; ezek éjszaka szükség szerint ezek utasokat nem szállítva, a felsővezetékek jegesedését megakadályozandó közlekednek. A jégtörő pantográfok nem vesznek fel energiát a hálózatról; a felszerelt bővítménnyel képesek a felsővezetéket jégmentesíteni. A 107–112 pályaszámú kocsikat 2006-ban, a 113-ast 2018-ban alakították át. 2019 elején minden Type 5 kocsit jégtörő pantográffal szereltek fel, valamint a Type 6 járművek második áramszedője is jégtörő lesz. A Type 5 kocsikon a jégtörő a külső végen, a vezetőállás fölött található.

## Helyiérdekű vasút
A WES vasútvonalán négy Colorado Railcar Aero dízel motorvonat közlekedik, emellett tartalékjárműként négy darab Budd Rail Diesel Car áll rendelkezésre.

## Fordítás
- Ez a szócikk részben vagy egészben  a   TriMet rolling stock című angol Wikipédia-szócikk ezen változatának fordításán alapul.  Az eredeti cikk szerkesztőit annak laptörténete sorolja fel. Ez a jelzés csupán a megfogalmazás eredetét és a szerzői jogokat jelzi, nem szolgál a cikkben szereplő információk forrásmegjelöléseként.